# Ozeanbodenmetamorphose
Als Ozeanbodenmetamorphose bezeichnet man durch Meerwasser verursachte, eigentlich schon im Grenzbereich zur Metasomatose befindliche Prozesse am Ozeanboden. 
Diese Prozesse verändern entstehendes, noch heißes vulkanisches MORB-Gestein sowie den darunter liegenden Peridotit (welcher der z. B. durch Transformstörungen für superkritische Fluide wie H₂O und CO₂ zugänglich sein kann). Primär werden dadurch zusätzlich die Elemente Sauerstoff und Wasserstoff in Mineralgitter eingebaut (quasi hydratisiert), somit ist die Ozeanbodenmetmorphose Hauptursache dafür, dass der Wasserkreislauf (durch Subduktion von ozeanischer Platten) mindestens bis in die Mantelübergangszone reicht.
Man unterscheidet ähnlich der Regionalmetamorphose verschiedene metamorphe Fazies, die durch das Ausgangsgestein (Protolith) sowie die herrschenden Temperaturbedingungen bedingt sind (Druckunterschiede am Ozeanboden sind für geologische Verhältnisse derart gering, dass man hier im Unterschied zu anderen Metamorphosearten den Druck als konstant ansehen kann):
- Zeolith-Fazies bis ca. 200 °C mit Zeolith
- Grünschiefer-Fazies mit Chlorit sowie Aktinolith. Ebenso erfolgt hier die Spilitisierung oder auch Albitisierung von Feldspäten. Im Meerwasser enthaltenes Natrium ersetzt das im Kristallgitter von Plagioklas vorhandene Calcium, wodurch Albit (Natrium-Endglied der Feldspat-Mischreihe) entsteht.
- Amphibolit-Fazies ab 500 °C; hier entstehen Amphibole, aufgrund des Chemismus der ozeanischen Kruste vorzugsweise Hornblende.

Des Weiteren kann noch die Serpentinisierung von Peridotit erfolgen, welches aufgrund seiner geringen Dichte (2,7 g/cm³) auch diapirartig an die Krustenoberfläche aufsteigen kann.